# NGC 5815
NGC 5815 is een spiraalvormig sterrenstelsel in het sterrenbeeld Weegschaal. Het hemelobject werd in 1886 ontdekt door de Amerikaanse astronoom Francis Preserved Leavenworth.

## Synoniemen
- MCG -3-38-44
- IRAS 14576-1638
- PGC 53600